# Handelingenkamer
De Handelingenkamer is een ruimte in de Tweede Kamer in Den Haag die dienstdoet als bibliotheek, en waar alle Handelingen van de Eerste en Tweede Kamer zich bevinden.
Het vertrek was oorspronkelijk de bibliotheek van het Departement van Justitie, wat gehuisvest was binnen het complex van het Binnenhof. Het vertrek is opgebouwd uit boekenkasten langs alle zijden, vier etages hoog. Een kleine wenteltrap zorgt ervoor dat men van beneden naar boven kan komen. Verder is voor de lichtval gekozen voor gegoten, gietijzeren etages, waar het licht doorheen kan vallen. Het enige licht wat men in de 19e eeuw had was tenslotte daglicht, omdat olielampjes vanwege het brandgevaar niet toegestaan waren. Tegenwoordig heeft men een grote hoeveelheid tl-verlichting voor het verlichten van de kamer. In de handelingenkamer is plaats voor circa 30.000 boeken. De kamer meet 13,5 × 6 × 9 meter.

## Stijl
De architect, rijksarchitect C.H. Peters, een van de leerlingen van Pierre Cuypers, heeft zijn neo-Hollandse renaissancestijl geïnspireerd op China, wat terug is te zien aan de vele drakenkopjes langs de wanden, de klauwtjes aan de handgrepen en de patronen in het gietijzerwerk. Verder is het te zien aan het kleurgebruik, overwegend karmozijnrood, goud en groen. Het dak is geheel van glas-in-lood, met een geschubde stijl ook weer om de Chinese stijl terug te laten komen. Op de balustrades zijn plateaus gemaakt en afgewerkt met groen fluweel, zodat men als men een boek wil lezen niet helemaal naar beneden hoeft maar ook daar de pagina's kan omslaan. Bij de ingang zit een rij tegeltjes met Delfts blauwe motiefjes. De drie gaanderijen en de wenteltrap met 87 treden zijn in Engeland vervaardigd en als bouwpakket in Nederland weer in elkaar is gezet.

## Trivia

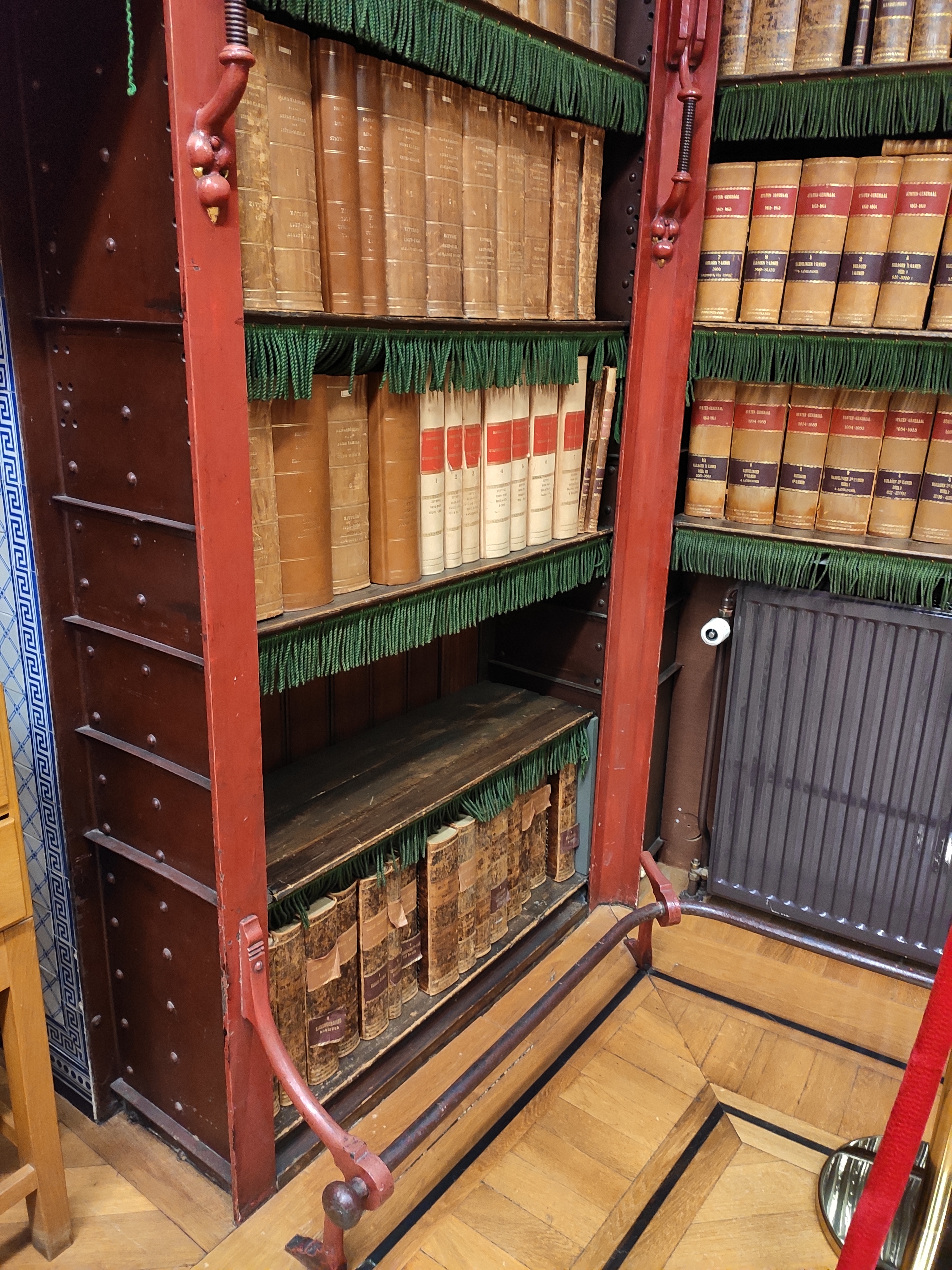
Lege plank in de handelingenkamer voor de jaren 1940-1945

- In het midden van de kamer staat een grote tafel. Er gaat het gerucht dat aan deze tafel de crisisvergadering plaatsvond omtrent de treinkaping bij De Punt.[bron?]
- Op de plaats waar de Handelingen van de jaren 1940-1945 zouden hebben moeten staan, is een plank leeg gelaten. Dit refereert aan de bezetting, tijdens welke de Staten-Generaal niet bijeen kwamen.